# 阿里·拉哈耶德
阿里·拉哈耶德（阿拉伯语：‎，1955年8月15日—）突尼斯政治人物。哈马迪·贾巴利政府的内政部长，2013年2月22日被总统蒙塞夫·马尔祖基任命为突尼斯政府总理，并要求他在15天内组建新政府。

## 生平

### 早年
阿里·拉哈耶德1955年出生于梅德寧省，是一名海运工程师。

### 政治行动主义
阿里·拉哈耶德从1981年起担任伊斯兰复兴运动党的发言人，1990年被本·阿里政权逮捕入狱，1992年被军事法庭判处15年监禁。在监狱中曾受到艾滋病毒感染者输血的威胁。妻子韦德·拉加(Wided Lagha)被当时的内政部官员性虐待和录像。

### 部长
2011年本·阿里政权垮台后，12月20日他加入哈马迪·贾巴利政府内阁，出任内政部长。

### 总理
突尼西亞諮議會(上議院)於21日晚間推選拉哈耶德後，執政伊斯蘭復興運動黨隨即推派他接任總理。2013年2月22日，突尼斯总统马尔祖基正式任命阿里·拉哈耶德为突尼斯新一届政府总理，并要求他在15天内组建新政府。拉哈耶德被反對派指他過去帶領的內政部未能遏制伊斯蘭暴力衝突。大約3千人齊聚首都突尼斯街道，高舉旗幟反對執政黨與拉哈耶德，他們高喊「拉哈耶德離開」、「人民要推翻政府」等口號。

### 家庭
阿里·拉哈耶德已婚，有3个子女。